# Janet Jackson
Janet Damita Jo Jackson, ameriška pevka, * 16. maj 1966, Indiana, Združene države Amerike.